# Мелетій IV
Мелетій IV (21 вересня 1871 — 28 липня 1935) — 11-й митрополит Елладської православної церкви в 1918–1920 роках (як Мелетій III), 261-й патріарх Константинопольський в 1921–1923 роках (як Мелетій IV), 109-й Папа і Патріарх Александрійський і всієї Африки в 1926–1935 роках (як Мелетій II).

## Життєпис

### Початок діяльності
Народився в селі Парас на острові Крит в 1871 році. При народженні звався Еммануїл Ніколау Метаксакіс. У 1889 році вступив до Семінарії Святого Хреста в Єрусалимі, де навчався до її тимчасового закриття в 1891 році. У 1891 році Спиридоном, ігуменом Вифлеємського монастиря і архієпископом Фаворським висвячений на ієродиякона з отриманням ім'я Мелетій. Після відновлення діяльності семінарії знову продовжив навчання там.
У 1900 році закінчив семінарію з відзнакою, після чого Даміан, патріарх Єрусалимський, призначив Мелетія секретарем Священного синоду Єрусалимської патріархії. У 1908 році патріарх Даміан вигнав Мелетія разом з архімандритом Хризостомом (Пападопулосом) з Святогробського братства за «діяльність проти Святого Гробу», а фактично за участь у позбавленні патріарха Даміана його сану. За твердженням історика Олександра Зервудакіса, офіцера британського Міністерства оборони, в 1909 році архімандрит Мелетій відвідав окупований британцями Кіпр і тут, разом з двома іншими православними священнослужителями, вступив до лав англійської масонської ложі.
У 1910 році стає митрополитом Кітіонійським (Кіпрська православна церква). 1912 року після смерті Іоакима II, Іпатріарха Константинопольського, висував свою кандидатуру на патріаршество, але його кандидатура була відхилена.

### Митрополит Афінський
У 1916 році перебрався до Греції, де, за підтримки впливового політичного діяча Елефтеріоса Венізелоса (1917 року той знову став прем'єр-міністром) Мелетія було обрано в 1918 році митрополитом Афінським. Він вважав, що натепер постали сприятливі можливості на зближення із Заходом. Після відходу в 1920 році Венізелоса з влади, 20 листопада був зміщений з кафедри і в лютому 1921 року відбув до США. Користуючись визнанням в якості законного митрополита Афінського (якому в 1908 році доручалося управління грецькими громадами в Північній Америці) з боку кліру в США, керував перетворенням їх 15 вересня 1921 року на Грецьку архієпископія, в 1922 році офіційно визнану штатом Нью-Йорк.

### Патріарх Константинопольський
1921 року помирає патріарх Герман V. Не гаючи часу Мелетій прибув в окупований тоді військами Антанти Стамбул на кораблі під візантійським прапором. 25 листопада 1921 року обраний патріархом Константинопольським. Одним з першим своїх дій було скасування томосу патріарха Іоакима III від 1908. Це сталося 1 березня 1922 року. Цим новий патріарх повертав грецькі парафії в Америці в юрисдикцію патріархії (офіційно оформлено 11 травня 1922 року). Акт не було визнано в Греції, звідки був призначений альтернативний єпископ. В результаті колотнеча тривала до 1931 року.
У березні 1922 року видав томос про право Константинополя на «безпосередній нагляд і управління всіма без винятку православними парафіями, що знаходяться поза межами помісних православних церков в Європі, Америці та інших місцях». Слідом за цим була утворена Фіатирська митрополія з центром у Лондоні, яка стала претендувати на підпорядкування їй всієї православної діаспори в Західній і Центральній Європі. У травні того ж року була заснована архієпископія Північної і Південної Америки з претензією підпорядкувати їй всі православні парафії на Американському континенті. У березні 1923 року Мелетій IV втрутився в церковні справи в Польщі, затвердивши обрання митрополитом Варшавським єпископа Діонісія (Валединського). 1923 року прийняв в свою юрисдикцію Православну Церкву в Естонії (раніше Ревельська єпархія Російської православної церкви) як автономний округ під назвою Автономна митрополія Естонії.
З 10 травня по 8 червня 1923 року, за його ініціативою і під його головуванням в Константинополі проходив Всеправославний конгрес, де розглядалося питання впровадження новоюліанського календаря. Також конгрес позитивно висловився про допустимість вступу кліриків в шлюб після хіротонії, в тому числі і повторний (для вдівців). Також було вирішено скликати всеправославний або навіть вселенський собор.
6 липня 1923 року надав томос про автономію Фінляндської православної церкви в юрисдикції Константинопольського патріархату (отримала назву Православна архієпископія Фінляндії), чим відділив її від Московського патріархату. Це сприяло посиленню Фінляндії як незалежної держави. 8 липня того ж року очолив єпископську хіротонію естонського протоієрея Германа Аава, який незабаром став першим очільником Фінляндської православної церкви.
10 липня 1923 був змушений, під приводом хвороби, зважаючи на невдоволення ним з боку кліру і мирян, залишити Стамбул і перебратися на Афон. 20 вересня того ж року під тиском уряду Греції і внаслідок поразок грецьких військ від турецької республіканської армії склав з себе титул патріарха.

### Папа і Патріарх Александрійський
У 1926 році обирається очільником Александрійської православної церкви. У 1930 році Олександрійським патріархатом було прийнято григоріанський календар і складені папери, які продовжують бути основою її устрою: «Положення про священиче служіння», «Положення про Синоди» (1931 рік), «Органічний закон Греко-православної Олександрійської Патріархії» (1934 рік). Мелетій II зміцнив за патріархатом юрисдикцію над усією Африкою, і, об'їжджаючи континент, заснував кафедри в Йоганнесбурзі 1928 року, Бенгазій Тунісі 1931 року, Судані та Ефіопії. Для підготовки кліру він заснував Свято-Афанасіївський духовне училище в 1928 році, перетворене в 1934 році на вищу духовно-педагогічну семінарію. В період його предстоятельства велося активне зведення нових храмів та благодійних установ.
У 1930 році, в якості глави церковної делегації брав участь і в Ламбетській конференції, де вів перемовини про єдність між англіканцями і православними і визнав силу англіканських хіротоній. Він також взяв участь в Ватопедській міжправославній комісії з питання майбутнього діалогу з нехалкідонськими Східними Церквами.
28 липня 1935 року помер в Цюриху (Швейцарія). Був похований в Каїрі.